# Albert Acevedo
Albert Alejandro Acevedo Vergara (Conchalí, Santiago, 10 de agosto de 1983) é um futebolista chileno que joga como zagueiro na Universidad de Chile.

## Carreira
Joga tanto de zagueiro como de lateral-direito e lateral-esquerdo, também começou a jogar na posição de volante.

## Estatísticas
Até 26 de fevereiro de 2012.

### Clubes
| Clube                | Temporada         | Campeonato nacional | Campeonato nacional | Copa nacional[a] | Copa nacional[a] | Competições continentais[b] | Competições continentais[b] | Outros torneios[c] | Outros torneios[c] | Total | Total |
| Clube                | Temporada         | Jogos               | Gols                | Jogos            | Gols             | Jogos                       | Gols                        | Jogos              | Gols               | Jogos | Gols  |
| -------------------- | ----------------- | ------------------- | ------------------- | ---------------- | ---------------- | --------------------------- | --------------------------- | ------------------ | ------------------ | ----- | ----- |
| Unión Española       | 2001              | 0                   | 0                   | 0                | 0                | —                           | —                           | —                  | —                  | 0     | 0     |
| Unión Española       | Total             | 0                   | 0                   | 0                | 0                | —                           | —                           | —                  | —                  | 0     | 0     |
| Universidad Católica | 2002              | 0                   | 0                   | 0                | 0                | —                           | —                           | —                  | —                  | 0     | 0     |
| Universidad Católica | 2003              | 0                   | 0                   | 0                | 0                | 0                           | 0                           | —                  | —                  | 0     | 0     |
| Universidad Católica | 2004              | 0                   | 0                   | 0                | 0                | —                           | —                           | —                  | —                  | 0     | 0     |
| Universidad Católica | 2005              | 0                   | 0                   | 0                | 0                | 0                           | 0                           | —                  | —                  | 0     | 0     |
| Universidad Católica | 2006              | 0                   | 0                   | 0                | 0                | 0                           | 0                           | —                  | —                  | 0     | 0     |
| Universidad Católica | Total             | 0                   | 0                   | 0                | 0                | 0                           | 0                           | —                  | —                  | 0     | 0     |
| O'Higgins            | 2006              | 0                   | 0                   | 0                | 0                | —                           | —                           | —                  | —                  | 0     | 0     |
| O'Higgins            | Total             | 0                   | 0                   | 0                | 0                | —                           | —                           | —                  | —                  | 0     | 0     |
| Universidad Católica | 2007              | 0                   | 0                   | 0                | 0                | —                           | —                           | —                  | —                  | 0     | 0     |
| Universidad Católica | 2008              | 0                   | 0                   | 0                | 0                | 0                           | 0                           | —                  | —                  | 0     | 0     |
| Universidad Católica | Total             | 0                   | 0                   | 0                | 0                | 0                           | 0                           | —                  | —                  | 0     | 0     |
| O'Higgins            | 2009              | 0                   | 0                   | 0                | 0                | —                           | —                           | —                  | —                  | 0     | 0     |
| O'Higgins            | 2010              | 0                   | 0                   | 0                | 0                | —                           | —                           | —                  | —                  | 0     | 0     |
| O'Higgins            | Total             | 0                   | 0                   | 0                | 0                | —                           | —                           | —                  | —                  | 0     | 0     |
| Universidad de Chile | 2011              | 0                   | 0                   | 0                | 0                | 0                           | 0                           | —                  | —                  | 0     | 0     |
| Universidad de Chile | 2012              | 4                   | 1                   | 0                | 0                | 2                           | 0                           | —                  | —                  | 6     | 1     |
| Universidad de Chile | Total             | 4                   | 1                   | 0                | 0                | 2                           | 0                           | —                  | —                  | 6     | 1     |
| Total na carreira    | Total na carreira | 4                   | 1                   | 0                | 0                | 2                           | 0                           | 0                  | 0                  | 6     | 0     |

- a. ^ Jogos da Copa Chile
- b. ^ Jogos da Copa Sul-Americana e Copa Libertadores
- c. ^ Jogos do Jogo amistoso

## Carreira
Em 2003, Acevedo participou da Seleção Chilena no Campeonato Sul-Americano Sub-20.

## Títulos
Universidad de Chile
- Campeonato Chileno (Torneo Apertura): 2011
- Campeonato Chileno (Torneo Clausura): 2011
- Copa Sul-Americana: 2011

 Título invicto